# Eburodacrys errata
Eburodacrys errata es una especie de escarabajo longicornio del género Eburodacrys, tribu Eburiini, subfamilia Cerambycinae. Fue descrita científicamente por Galileo & Martins en 2010.

## Descripción
Mide 17,5-26 milímetros de longitud.

## Distribución
Se distribuye por Bolivia.